# Levroux
Levroux és un municipi francès, de la regió de Centre - Vall del Loira i del departament de l'Indre. El 2018 tenia 2.727 habitants.